# 右翼権威主義
心理学における右翼権威主義（うよくけんいしゅぎ、英語: right-wing authoritarianism、RWA）は、権威者に非常に従順で、権威者の名のもとに攻撃的に行動し、思考や行動において同調的である人物を指す態度の集合体である。右翼権威主義の人口における普及率は、個人の生い立ちや教育がこの種の世界観を形成する上で強い役割を果たすため、文化によって異なる。
右翼権威主義は、テオドール・アドルノの研究を洗練させる形でボブ・アルテマイヤーによって定義された。アドルノは、ファシズムとホロコーストの台頭を説明する試みの一環として、権威主義的パーソナリティの存在を初めて提唱したが、彼の理論はフロイトの精神分析と関連付けられたために支持を失った。しかし、アルテマイヤーはアドルノの考えに価値があると感じ、より科学的に厳密な理論を構築した。
右翼権威主義尺度は、北米における権威主義を測定するために考案された。これはオーストラリアのような英語圏の国々では同様に信頼できることが証明されているが、文化的な違いや翻訳の問題から、フランスなどの他の国々ではあまり効果的ではない。

## 定義
1981年にこの用語と意味を初めて提唱したカナダ系アメリカ人の社会心理学者ボブ・アルテマイヤーは、右翼権威主義者を以下のような特徴を示す者と定義した。
- 自らが暮らす社会で確立され正当と見なされている権威者に対し、高度な服従性を示す（権威主義的服従）。
- 確立された権威者によって是認されていると見なされる、様々な人々に対する一般的な攻撃性を示す（権威主義的攻撃）。
- 社会とその確立された権威者によって支持されていると見なされる、社会の慣習に対し高度な固執性を示す（因習主義）。

自身の著作において、アルテマイヤーは右翼権威主義者を権威主義的追従者（authoritarian follower）と呼ぶことがある。これは、彼が「権威主義者」という言葉でより一般的に理解されている権威主義的指導者について語っているわけではないことを強調するためである。アルテマイヤーは権威主義的指導者を社会的支配者（social dominator）という言葉で表現しており、権威主義的追従者と社会的支配者の関係について広範囲にわたる著作を発表している。

### 権威主義的服従
右翼権威主義者は、指導者が言うことを真実として受け入れ、その命令に快く従う傾向がある。彼らは、権威を尊重することは、コミュニティの誰もが持つべき重要な道徳的規範であると信じている。彼らは、権威者が批判される範囲を厳しく制限する傾向があり、批判者は自分が何を言っているのか分かっていないトラブルメーカーであるとみなす。右翼権威主義者は、不誠実で腐敗し、無能な権威者に対しても極めて従順である。彼らは、指導者は正直で、思いやりがあり、有能であると主張し、これに反するいかなる証拠も虚偽または取るに足らないものとして却下する。彼らは、権威者には自ら決定を下す権利があると信じており、たとえそれが他の全員に課す規則を破ることであっても、それを容認する。
ここでいう「指導者」とは、権威主義者が自身の社会を統治する道徳的権利（法的権利ではないにせよ）を持つと信じている人物である。右翼権威主義者は、自身が正当と見なす権威者に対しては非常に従順であるが、逆に不正当と見なす権威者に対しては非常に反抗的になることがある。後者の例として挙げられるのが、バラク・オバマ大統領に対するアメリカの保守派の態度である。オバマは法的に彼らの大統領であり、選挙にも正当に勝利したが、多くのアメリカの保守派は彼に大統領である道徳的権利はないと感じていた。この態度のひとつの側面は、オバマが実際にはケニアで生まれ、偽造された出生証明書を使って大統領の資格を得たと主張する陰謀論であるバーサー運動であった（アメリカでは、出生によって市民権を得た者のみが大統領を務めることができる）。

### 権威主義的攻撃
権威主義者は、指導者が敵として指定した人々や、適切な社会秩序に対する脅威と権威主義者が認識する人々に対し、非常に攻撃的に振る舞うことがある。誰でも権威主義的攻撃の標的になりうるが、より頻繁に標的となるのは、アウトサイダーや社会的に型破りな人々である。例としては、ナチス・ドイツにおける共産主義者やユダヤ人、アメリカ合衆国におけるフェミニストや同性愛者などが挙げられる。しかし、権威主義者は、権威者がそのような攻撃を容認する場合、型にはまった人々に対しても非権威主義者よりも攻撃する可能性が高い。アルテマイヤーは、権威主義者が自分たちに有利な状況で攻撃を好むと指摘し、彼らを「臆病」だとまで述べている。なぜなら、彼らはたいてい女性のように自分を守れない弱者を攻撃するからである。
権威主義的攻撃を最も煽る要因は恐怖、特に人々に対する恐怖である。これには、いじめっ子、テロリスト、外国の侵略者といった暴力的な人々だけでなく、同性愛者や無神論者といった道徳的に退廃していると彼らが認識する人々も含まれる。
権威主義者は罰則を強く信じている。他の条件が同じであれば、彼らは非権威主義者の裁判官よりも厳しい罰を推奨する傾向がある。彼らは体罰や死刑に賛成する傾向がより強い。しかし、もし犯罪が地位の高い個人によって、型にはまらない、または地位の低い被害者に対して行われた場合、彼らは寛容であるか、あるいは賛同さえする傾向がある。この点において、権威主義的攻撃は、社会的な階層と規範を強制することに関するものである。アルテマイヤーが挙げた例には、「生意気な」抗議者を殴る警察官、物乞いを襲う会計士、ゲイの権利活動家を襲う反同性愛抗議者が含まれる。

### 因習主義
権威主義者は、社会の伝統的な規範に強く固執し、同調を集団の全成員にとっての道徳的命令とみなす。権威主義者は、自分が他の全員と同じでありたいと願い、他の全員が自分と同じであることを望んでいる。

## 評価
右翼権威主義は、右翼権威主義尺度と呼ばれる22項目の質問票を用いて測定される。回答者は各質問に対し、9段階のリッカート尺度（「強く反対」「反対」「やや反対」「少し反対」「どちらでもない」「少し賛成」「やや賛成」「賛成」「強く賛成」）で自分の意見を表明する。
採点者は、回答の権威主義的な度合いに応じて1から9の点数をつける。質問には権威主義的な内容とリベラルな内容が混在しており、それによって採点方法が異なる。例えば、リベラルな内容の質問に「強く賛成」と答えた場合は1点、権威主義的な内容の質問に「強く賛成」と答えた場合は9点が与えられる。このように、両方の内容を混ぜることで、回答者が特定の傾向に合わせて答えてしまう同意バイアスを防ぐよう設計されている。
以下に質問内容の例を挙げる。
- 確立された権威者はおおむね正しいが、過激派や抗議者は通常、無知をひけらかす「騒がしい連中」にすぎない。
- 女性は結婚する際、夫に従うことを約束すべきだ。
- 我が国を破滅させている過激で罪深い風潮を破壊するためには、力強いリーダーが絶対に必要だ。
- ゲイやレズビアンは、他の誰とも同じくらい健全で道徳的だ。
- 人々の心に疑念を抱かせようとする、社会の騒がしい扇動者の意見を聞くよりも、政府や宗教における正当な権威者の判断を信頼する方が常に良い。
- 無神論者や確立された宗教に反旗を翻した人々は、定期的に教会に通う人々と同じくらい善良で高潔であるに違いない。
- 我が国が今後直面する危機を乗り越える唯一の方法は、伝統的な価値観に立ち返り、強硬なリーダーを権力の座に就け、悪い考えを広めるトラブルメーカーを黙らせることだ。
- ヌーディストキャンプには何の問題もない。
- 我が国には、たとえ多くの人々を動揺させても、伝統的なやり方に逆らう勇気を持った自由な思想家が必要だ。
- 我が国の道徳観や伝統的な信仰を蝕む倒錯を打ち砕かなければ、我が国はいずれ滅びるだろう。
- たとえそれが他の皆と違っていても、誰もが自身のライフスタイル、宗教的信念、性的嗜好を持つべきだ。
- 「昔ながらのやり方」や「昔ながらの価値観」は、今でも最高の生き方を示している。
- 女性の中絶の権利、動物の権利、学校での祈りの廃止のために抗議し、法律や多数派の意見に異議を唱えた人々は称賛されるべきだ。
- 我が国が本当に必要としているのは、悪を打ち砕き、我々を正しい道に戻してくれる、強くて決断力のあるリーダーだ。
- 政府に異議を唱え、宗教を批判し、「物事の正常なやり方」を無視している人々こそ、この国で最も優れた人々の一部だ。
- 手遅れになる前に、中絶、ポルノ、結婚に関する神の律法を厳格に守らなければならず、それを破る者は厳しく罰せられなければならない。
- 今日の我が国には、自身の不信心な目的のために国を破滅させようとしている過激で非道徳的な人々が多数おり、当局は彼らを行動不能にすべきだ。
- 「女性の居場所」は、彼女が望む場所であるべきだ。女性が夫や社会慣習に従順であった時代は完全に過去のものだ。
- 我々が先祖のやり方を尊重し、権威者の言うことに従い、すべてを台無しにしている「腐ったリンゴ」を排除すれば、この国は偉大になるだろう。
- 人生に「一つの正しい生き方」などない。誰もが自分自身の生き方を見つけなければならない。
- 同性愛者やフェミニストは、「伝統的な家族の価値観」に反する勇気を称賛されるべきだ。
- もし特定のトラブルメーカー集団が黙って、社会における自分たちの伝統的な立場を受け入れさえすれば、この国はもっとうまくいくはずだ。

精神測定学の観点から見ると、RWA尺度は、権威主義的パーソナリティを測るための最初の尺度であったF尺度を大幅に改良したものである。F尺度は、項目に同意すると常に権威主義的な結果になるように作られていたため、回答バイアスの影響を受けやすかった。一方、RWA尺度は、権威主義に賛成する内容と反対する内容の項目を同数にすることで、このバイアスを回避している。
RWA尺度は、高い内的整合性も備えており、α係数は通常0.85から0.94の間で測定される。社会の変化に伴い、多くの項目が社会的意味を失ったため、尺度は長年にわたって改訂されてきた。現在の版は22項目である。
アルテマイヤーは継続的に尺度を更新したが、研究分野によっては特定の版が依然として一般的に使用されている。例えば、宗教の社会心理学では1992年版が今でも広く用いられている。また、初期の版の項目数（30項目）が多いため、多くの研究者が短縮版を開発した。これらの短縮版の中には公表されているものもあるが、単に一部の項目を選んで使用する研究者も多い（この点については、アルテマイヤーが強く批判している）。
最近では、この尺度が単一の次元を測定しているという考え方に異議が唱えられている。フロリアン・フンケは、項目に含まれる複数の意味（二重・三重の問い）を排除すれば、RWAの3つの下位次元（権威主義的服従、権威主義的攻撃、因習主義）を抽出できる可能性を示した。これにより、RWA尺度はもはやバランスが取れていないという問題が生じている。なぜなら、権威主義的攻撃を測定する項目はすべて「権威主義的」な言い方で書かれており（得点が高いほど権威主義が強い）、因習主義を測定する項目はすべて「非権威主義的」な言い方で書かれているからである（得点が高いほど権威主義が弱い）。
最近では、ウィニフレッド・R・ルイスらの研究により、RWA尺度に2つまたは3つの因子が存在することは、回答バイアスではなく、これらの下位次元に実質的な違いがあることを反映していると示唆されている。

## 要因
右翼権威主義の要因は、主に遺伝によるものである。これは、双生児研究から導き出された結論である。
教育レベルも一因であり、4年制の大学教育を受けることでRWA得点が約10%低下することがわかっている。

## 左翼権威主義
政治哲学において、左翼の古典的な定義は社会の平等を主張する人を指し、右翼は社会的階層を支持する人を指す。ソビエト連邦や中華人民共和国の存在は、左翼権威主義（left-wing authoritarianism）というものが存在するのかという疑問を提起した。これらの国々は非常に権威主義的でありながら、左翼的でもあったからである。この記事は、政治イデオロギーとしてではなく、心理的な構成概念としての権威主義という概念を対象とする。したがって、心理学者たちが問いかけたのは、共産主義国家における権威主義的な個人が、アメリカの右翼権威主義者と心理的に同じなのか、それとも独自の区分を設けるほど十分に異なるのか、ということであった。
ボブ・アルテマイヤーは、著作で、右翼権威主義者を社会の確立された権威に服従する者として捉える一方、左翼権威主義者を既成の体制を打倒しようとする権威に服従する者として捉えている。この区別は、人格ではなく状況によるものである。アルテマイヤーは、ナチスは権力を握る前は左翼権威主義者であり、権力を握った後は右翼権威主義者になったと主張している。

## 歴史
カナダ系アメリカ人の社会心理学者であるボブ・アルテマイヤーは、カリフォルニア大学バークレー校の研究者らが提唱した権威主義的パーソナリティ理論を精緻化し、1981年に右翼権威主義という理論概念を発表した。
広範な調査と統計分析の結果、アルテマイヤーは、元の理論が提唱した9つの構成要素のうち、権威主義的服従、権威主義的攻撃、因習主義の3つだけが相互に関連していることを発見した。また、Sam McFarlandの研究に基づき、権威主義的指導者と権威主義的追従者は異なる種類の権威主義者であることを明らかにした。